# عبد القادر شاعو
عبد القادر شاعو مغني جزائري ومؤدي موسيقى الشعبي. ولد في 10 نوفمبر 1941 بسوسطارة (عين محشاشة)، في قصبة الجزائر، في عائلة قبائلية تنحدر من تيقزيرت في منطقة تيزي وزو.

## السيرة
درس عبد القادر شاعو في معهد الموسيقى بالجزائر العاصمة، وأداره في ذلك الوقت الحاج محمد العنقة. من خلال موهبة المندول، قام بتحديث موسيقى الشعبي، ويقدم آلات مثل المندول، بينما يعيد تشكيل النمط من خلال جعله أكثر حيوية وجاذبية.
بفضل مدرسة محبوب باتي، حقق عبد القادر شاعو نجاحًا باهرًا في السبعينيات.
تتنوع مجموعته الموسيقية من اللحن الحزين إلى اللحن المثلي، المستعار من الموسيقى العربية الأندلسية.